# Survivor Series (2016)
Survivor Series (2016) — щорічне pay-per-view шоу «Survivor Series», що проводиться федерацією реслінгу WWE. Шоу відбулося 20 листопада 2016 року в Ейр-Канада-центр у місті Торонто, Онтаріо, Канада. Це було тридцяте шоу в історії «Survivor Series». Вісім матчів відбулися під час шоу, два з них перед показом.